# تورتشينسكي تيبليتسي
 تورتشينسكي تيبليتسي (بالسلوفاكية: Turčianske Teplice)‏ مدينة تقع شمال سلوفاكيا وتتبع إقليم جيلينا.

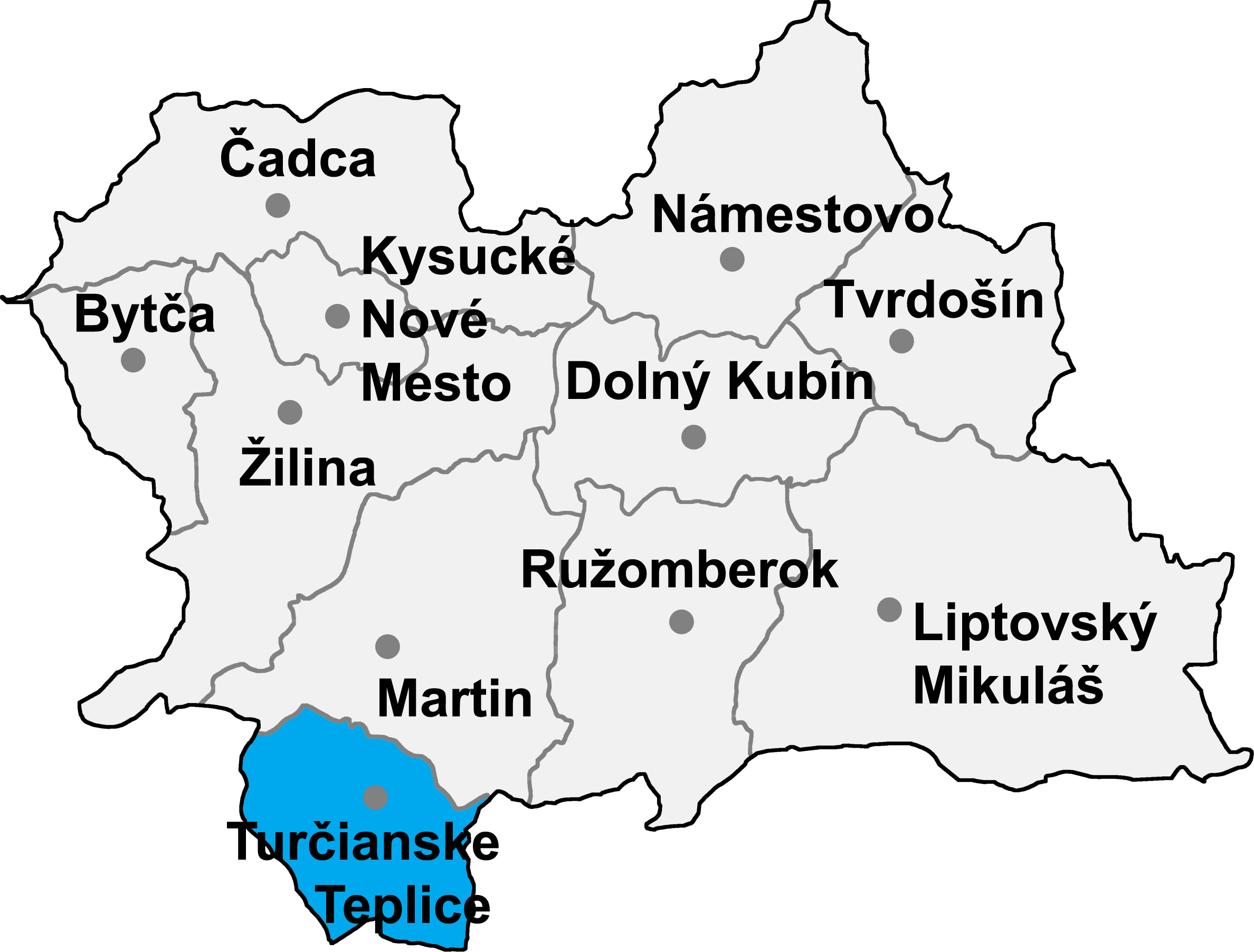
موقع تورتشينسكي تيبليتسي في إقليم جيلينا

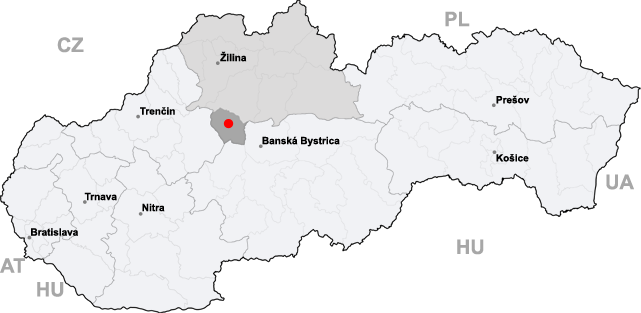
موقع تورتشينسكي تيبليتسي في سلوفاكيا

## توأمة
لتورتشينسكي تيبليتسي اتفاقيات توأمة مع كل من:
- تشاتشاك
- هافروف